# Corrida à Eibar
 Corrida à Eibar  (titre espagnol : Corrida de toros en Eibar) est une huile sur toile d'Ignacio Zuloaga représentant une corrida se déroulant à Eibar, municipalité de la province du Guipuscoa, située dans la Communauté autonome du Pays basque en Espagne. 
La toile qui était conservée au Musée de la ville de La Havane, à Cuba a été vendue aux enchères[Quand ?]. On annonce sa localisation actuelle[Quand ?] au Musée Carmen Thyssen de Malaga.

## Présentation
Zuloaga est un portraitiste de matadors ainsi qu'un peintre de tauromachie dont il était un profond connaisseur. Inscrit à l'école taurine de Séville, il avait participé en 1897 à une novillada dont le cartel a été conservé .
Après son mariage à Paris, Zuolaga retourne à Séville entre 1902 et 1903, pour ensuite s'installer de nouveau à Paris en 1906, dans un atelier au 56 rue Caulaincourt. Mais son lieu de résidence n'entame pas son goût pour la tauromachie. Il fait de fréquents séjours dans son pays et jusqu'à sa mort, il produit un grand nombre de toiles sur le sujet de la corrida notamment les Petits toreros de village et La Veille de la course de taureaux, 1905, Musées royaux des beaux-arts de Belgique, Bruxelles.

## Description
Corrida à Eibar mélange l'atmosphère basque et ségovienne, avec des manolas, c'est-à-dire des femmes en costume traditionnel avec des mantilles noires. Les femmes se tiennent au balcon, le peintre a su saisir l'émotion de la fête dans la ville qui n'était encore qu'un village à la fin du XIXe siècle. Il n'y a pas d'arène, c'est sur la place du village que se déroule la corrida